# San Giovanni Battista in meditazione
San Giovanni Battista in meditazione è un dipinto a olio su tavola (48,5x40 cm) di Hieronymus Bosch, databile al 1489 circa e conservato nel Museo Lázaro Galdiano di Madrid.

## Storia
La storia sicuramente nota del dipinto ha estremi molto recenti, legati alla collezione Lázaro di Madrid, con la prima pubblicazione legata alla prima esposizione pubblica nel 1936, a Rotterdam.
Come per la maggior parte delle opere di Bosch, la datazione è incerta. Alcuni autori segnalano il periodo 1504-1505 (Combe, Cinotti), mentre altri propongono il 1490-1500 (Baldass). Attualmente, la data più probabile è il 1489, o qualche anno successivo, legata a un esame dendrocronologico.
Suggestiva è l'ipotesi (Baldass, poi Koldeweij) che l'opera sia in coppia con il San Giovanni Evangelista a Patmos di Berlino e che fosse il retablo documentato come realizzato da Bosch per la cattedrale della sua città, 's-Hertogenbosch, su commissione della Confraternita di Nostra Signora. La cattedrale è infatti dedicata a Giovanni Evangelista, spesso associato nel culto all'altro Giovanni, il Battista, inoltre la visione di san Giovanni a Patmos era il simbolo della Confraternita. Si tratterebbe dei pannelli laterali di un retablo, di cui porzioni sono oggi ancora nella città olandese (non riferibili direttamente a Bosch), con sportelli rifatti più tardi. Se l'ipotesi fosse corretta bisognerebbe anche ammettere che dal Giovanni Battista sono stati tagliati via circa tredici centimetri, in alto e in basso, come farebbe pensare un particolare troncato a metà dal bordo inferiore. Inoltre anche il retro della tavola avrebbe dovuto essere dipinto, come quello di Berlino, forse con Storie dell'infanzia di Gesù e la fenice.

## Descrizione e stile
Giovanni Battista è ritratto disteso un braccio che regge la testa appoggiando il gomito su una roccia liscia, con gli occhi semichiusi in meditazione e con la destra che compie il suo gesto più tipico, quello di indicare Gesù Cristo, in questo caso il suo simbolo, cioè l'agnello pasquale. Una riflettografia ha evidenziato come in questa zona esistesse anche il committente inginocchiato, rivolto a destra, verso il centro del retablo. L'iconografia meditativa del santo è rara, e si rifà forse a un lavoro di Geertgen tot Sint Jans, ora a Berlino, o a un'incisione del "Maestro di Giovanni Battista".
Spiccano poi alcune invenzioni fantasiose tipiche dell'artista, come l'ingombrante vegetale al centro, dai frutti come gusci d'uova sferiche, nei quali beccano alcuni uccelli, o le originali concrezioni di rocce e vegetali che si innalzano sullo sfondo, oltre una foresta.